# برادران لیلا (ترانه)
«برادران لیلا» نام ترانه‌ای از خوانندۀ ایرانی، ساسی مانکن است که در ۸ آذر ۱۴۰۲ از طریق رادیو جوان منتشر شد. این ترانه در اندک‌ زمانی پس از انتشار، بازخوردهای بسیاری را در پی داشت. نماهنگ این ترانه در ۱۶ آذر ۱۴۰۲ از سکوی رادیو جوان منتشر شد.  

## حواشی و جنجال‌ها
ساسی در ابتدا خبر هم‌کاری خود و ترانه علیدوستی را در فیلمی با نام "شیدا" را عنوان کرد. که زهرا مینویی، وکیل ترانه علیدوستی در واکنش به انتشار تصویری از پوستر یک فیلم و حضور ترانه علیدوستی در کنار ساسی مانکن، ادعای این هم‌کاری را کذب و تمام موارد هم‌کاری را رد کرد.
خبرگزاری‌های وابسته به جمهوری اسلامی، هم‌خوانی مردمی با صادق بوقی را برتر از موزیک ساسی دانسته و محتوای ترانۀ برادران لیلا را پوچ و بیهوده دانستند.
روزنامه همشهری در تیتر خبری از پلمپ رستورانی در کیش به خاطر اجرای ترانه «برادران لیلا» توسط بدل ساسی مانکن خبر داد.تعطیلی رستوران کیش پس از اجرای ترانه «برادران لیلا» از بدل ساسی مانکن موجی از بحث و جدل را به راه انداخته است. این رستوران که به دلیل خدمات و محیط باکیفیت خود شناخته می شود، با واکنش شدیدی مواجه شد و در نهایت مجوز فعالیت آن توسط مقامات محلی لغو شد. این حادثه سوالات مهمی را درباره مرزهای بیان هنری و حساسیت فرهنگی در فضاهای عمومی ایجاد کرده است. این به عنوان یادآور تأثیری است که موسیقی و اشعار می توانند بر مخاطب داشته باشند، و مسئولیتی که مؤسسات در ارائه خدمات سرگرمی خود دارند. همانطور که جامعه در مورد این رویداد تأمل می کند، این فرصتی  برای درگیر شدن در گفتگوی معنادار درباره تلاقی هنر، فرهنگ و مصرف عمومی است.
بیتا همسر ساسی در ویدئویی در واکنش به این سؤال کاربران گفته: «بله من اجازه می‌دهم که دایان این نوع موزیک‌ها را گوش کند. آدم باید بتواند ذهنش را باز و درک کند که این آهنگ‌ها فقط جنبه فان دارد و نباید سخت بگیریم. در آهنگ‌های خارجی، بدتر از اینها گفته می‌شود. مگر مردم ایران آهنگ‌های خارجی گوش نمی‌دهند؟»

## بازخوردها
رسانه‌های درون ایران همچون سال‌های گذشته که به آهنگ‌های ساسی واکنش نشان می‌دادند، به نکوهش تند این ترانه پرداخته و آن را مایه گسترش بی‌بندوباری شمردند و در برخی نمونه‌ها دست‌اندرکاران ساخت این ترانه و نماهنگ را تهدید به پیگیری قضایی کردند.
بی‌بی‌سی فارسی نیز در کنار بازخوانی نوشته‌هایی که به برادران لیلا خرده می‌گرفتند به ویژه دیدگاه‌هایی که لب‌خوانی کودکان از این آهنگ را ناشایست می‌شمرند، ترانه‌ای که برای این آهنگ سروده شده را نیز بررسی می‌کند. دورویی برخی‌ها به ویژه مجریان صداوسیما، سنجیدن الهام چرخنده و الکسیس تگزاس و بوسه نویدمحمدزاده و همسرش پیش روی نگاه همگان از آن‌دسته نکته‌های پرآوازه‌ای‌ست که بی‌بی‌سی گنجانده شدن آن در ترانه این آهنگ را بازگو می‌کند. خبرگزاری‌ها در پی‌نوشت اعلام کردند ده‌ها سایت خبری به دلیل انتشار موزیک ساسی از دسترس خارج شدند.